# ایوان بنیتز
ایوان بنیتز (اسپانیایی: Iván Benítez‎؛ زادهٔ ۳۱ مهٔ ۱۹۸۸) بازیکن فوتبال اهل اسپانیا است.
از باشگاه‌هایی که در آن بازی کرده‌است می‌توان به باشگاه فوتبال اتلتیکو مادرید بی، باشگاه فوتبال لاس پالماس، باشگاه فوتبال بارسلونا، باشگاه فوتبال نئا سالامیس فاماگوستا، باشگاه فوتبال بارسلونا بی، و باشگاه فوتبال کشیلا اشاره کرد.
وی همچنین در تیم ملی فوتبال زیر ۱۹ سال اسپانیا بازی کرده‌است.